# Montejo de la Sierra
Montejo de la Sierra er en by og kommune i det centrale Spanien i Madrid-regionen. Den har et indbyggertal på 374 (2024) indbyggere.